# Deltochilum gigante
Deltochilum gigante es una especie de escarabajo del género Deltochilum, tribu Deltochilini, familia Scarabaeidae. Fue descrita científicamente por Silva y Vaz-de-Mello en 2014.

## Descripción
Mide aproximadamente 24 milímetros de longitud.

## Distribución
Se distribuye por Colombia.